# Итальянские хроники
«Итальянские хроники» (фр. Chroniques italiennes) — цикл новелл французского писателя Стендаля, написанных в основном в 1830-х годах. Впервые издан отдельной книгой в 1855 году, после смерти автора.

## Содержание
Стендаль писал новеллы под впечатлением от документов, найденных в папских архивах в Риме, в которых нашёл целый ряд драматичных историй. В «Итальянских хрониках» описываются разные моменты истории Италии от эпохи Возрождения до начала XIX века. Это истории разбойников, повстанцев, заговорщиков.
Список новелл
- Ванина Ванини
- Франческо-а-Рипа
- Виттория Аккорамбони
- Семья Ченчи
- Герцогиня ди Паллиано
- Аббатиса из Кастро
- Чрезмерная благосклонность губительна
- Suora Scolastica

## Восприятие
«Итальянские хроники» стали очередным проявлением любви Стендаля к Италии. Именно в этой стране писатель видел по-настоящему сильные характеры и глубокие страсти. Существует мнение, что Стендаль питал пристрастие к жестоким и кровавым сценам. При этом Максим Горький писал: «Я читаю „Итальянские хроники“ Стендаля и снова не могу понять — как же это сделано? Человек описывает жестоких людей, мстительных убийц, а я читаю его рассказы, точно „жития святых“, или слышу „Сон богородицы“ — повесть о ее „хождении по мукам“ людей в аду».